# Wolfgang Luh
Wolfgang Luh (* 13. August 1940 in Gießen) ist ein deutscher Hochschullehrer für Mathematik. Er gilt als Begründer des Bereichs universeller Funktionen auf dem Gebiet der Approximationstheorie.
Nach Promotion 1970 über Approximation analytischer Funktionen durch überkonvergente Potenzreihen und deren Matrix-Transformierten bei Kurt Endl an der Justus-Liebig-Universität Gießen und Habilitation 1974 (Über die Summierbarkeit der geometrischen Reihe) lehrte er von 1975 bis 1980 an der Technischen Universität Darmstadt. 1980 kam er als einer von drei Gründungsprofessoren des Faches Mathematik an die Universität Trier. Von 1993 bis 1995 war er Dekan des Fachbereichs IV sowie von 1995 bis 1998 Vorsitzender der Kommission zur Vergabe von Landesgraduiertenstipendien. 2008 ging er in den Ruhestand. 
Seine Forschungsschwerpunkte sind die Funktionentheorie, universelle Funktionen, Approximationstheorie und Limitierungstheorie.

## Ehrungen
Luh erhielt 2007 als erster Westeuropäer die Ehrendoktorwürde der Armenischen Akademie der Wissenschaften für seine Verdienste auf dem Gebiet der Approximationstheorie, vor allem im Bereich universeller Funktionen.

## Schriften
- Analysis. 3 Bände, mehrere Auflagen (zusammen mit Kurt Endl)
- Aufgabensammlung Analysis. 2 Bände 1991–1992 (zusammen mit Martin Wießner)
- Mathematik für Naturwissenschaftler. 2 Bände, mehrere Auflagen
- Mathematik für Wirtschaftswissenschaftler. 7. Auflage 2004. ISBN 3-486-27569-0 (zusammen mit Karin Stadtmüller)